# كريستوف أندريه
كريستوف أندريه (بالفرنسية: Christophe André)‏ هو لاعب إسكواش فرنسي، ولد في 29 مايو 1987 في سان بيير في فرنسا.

## وصلات خارجية
- كريستوف أندريه على موقع الاتحاد الدولي لمحترفي الاسكواش (مؤرشف) (الإنجليزية)
- كريستوف أندريه على موقع SquashInfo.com (الإنجليزية)